# Fibra muscolare tipo 1
Le fibre muscolari di tipo I, dette anche rosse, scure, lente, toniche, torbide, ossidative, fatica-resistenti, slow red (SR), a contrazione lenta, o tradotto dall'inglese slow twitch (ST), a ossidazione lenta, dall'inglese slow oxidative (SO), rappresentano una delle tre principali tipologie di fibre muscolari che compongono il muscolo scheletrico, detto anche striato o volontario, assieme alle fibre intermedie (IIa) e bianche (IIb).

## Descrizione
Questo tipo di fibra appartenente al muscolo scheletrico, presenta un'alta distribuzione di mitocondri dalle dimensioni maggiori e un alto contenuto di enzimi ossidativi come la succinico deidrogenasi (SDH), e la NADPH deidrogenasi, poiché il loro intervento è caratteristico del metabolismo aerobico. Questi organuli sono collocati alla periferia della cellula o fibra muscolare per garantire un alto apporto di ossigeno e nutrienti dai capillari sanguigni. Il caratteristico colore rosso è dovuto all'alta presenza di mioglobina, una proteina incaricata di legare l'ossigeno e il ferro. Queste fibre sono quindi dotate di una maggiore irrorazione capillare. Tali cellule sono meglio adatte al metabolismo ossidativo del glucosio e traggono energia dal processo di fosforilazione ossidativa utilizzando allo stesso modo substrati glucidici (glucosio) e lipidici (trigliceridi/acidi grassi). Effettivamente il loro contenuto di glicogeno è minore, mentre la presenza di lipidi (trigliceridi intramuscolari) è superiore. Le fibre rosse contengono meno enzimi adenosin-trifosfatasi (ATPasi), pertanto idrolizzano l'ATP più lentamente, così come meno enzimi glicolitici come la fosfofruttochinasi (PFK), e lattato deidrogenasi (LDH). Il loro diametro è generalmente inferiore rispetto alle fibre rapide, e sono raggruppate in maggior numero all'interno di un'unità motoria, rispetto alle bianche. Tali fibre sono collegate ai motoneuroni alfa (cellule nervose deputate all'invio degli impulsi nervosi verso le fibre muscolari) di tipo tonico, quindi a livello di prestazioni fisiche, hanno una risposta dello stimolo nervoso lenta e a bassa frequenza (5-25 hertz), in grado di trasmettere impulsi nervosi più sostenuti nel tempo ma a bassi picchi di tensione, favorendo contrazioni più durature e di bassa intensità. Le fibre rosse sono dunque adatte al lavoro lento e di durata, mostrano una grande tolleranza alla fatica, una capacità di rimanere a lungo in contrazione, ed intervengono nell'attività di endurance, e nel caso di sforzi intensi e protratti.
La loro distribuzione è maggiore nei muscoli deputati al mantenimento della postura eretta (i muscoli posturali, che devono rimanere contratti per ore per il mantenimento della postura stessa), o in muscoli che eseguono per natura movimenti lenti e ripetitivi. La fibra rossa è maggiormente presente e sviluppata negli atleti di endurance come corridori, maratoneti, ciclisti su strada, o altri atleti impegnati in discipline sportive di durata.
All'interno delle fibre rosse il trasporto di glucosio a carico dei GLUT-4 è maggiore, quindi una alta presenza di fibra rossa, come per gli atleti di endurance, determina una maggiore sensibilità all'insulina, rispetto alla fibra bianca, più sviluppata negli atleti di potenza.

## Caratteristiche

### Fisiologiche
- Motoneurone: piccolo (tonico o di tipo S)
- Dimensioni unità motoria: piccola
- Frequenza di reclutamento (stimolazione delle unità neuromotorie): bassa (5-25 hertz)
- Velocità di contrazione: lenta
- Velocità di rilassamento: lenta
- Resistenza alla fatica: alta
- Potenza: bassa
- Prestazioni: azioni muscolari di scarsa entità e lunga durata

### Strutturali
- Colore: rosso intenso
- Diametro: ridotto
- Reticolo sarcoplasmatico: sviluppato
- Miofibrille: ridotte
- Linea Z: spessa
- Presenza di mitocondri: alta
- Densità capillare: alta

### Biochimiche
- Metabolismo prevalente (produzione ATP): aerobico ossidativo (Fosforilazione ossidativa)
- Sistema energetico prevalente: aerobico; anaerobico lattacido
- Substrati energetici: glucidi (glucosio/glicogeno) per l'anaerobico lattacido; glucidi/lipidi (acidi grassi/trigliceridi) per l'aerobico
- Contenuto di mioglobina: alto
- Enzimi glicolitici: ridotti (PFK, LDH, fosforilasi, glicerolo-fosfato deidrogenasi)
- Enzimi ossidativi: elevati (SDH, NADH-TR)
- Enzimi miosina ATP-asi: ridotti
- Contenuto di glicogeno: basso
- Contenuto di trigliceridi: alto
- Contenuto di fosfocreatina: basso
- Trasporto di calcio: basso

## Altri tipi di fibre
- Fibra muscolare intermedia (o di tipo IIa)
- Fibra muscolare bianca (o di tipo IIb)